# 元嘉暦
元嘉暦（げんかれき）は、中国暦の一つで、嘗て中国や百済、日本などで使われていた太陰太陽暦の暦法。
中国の南北朝時代の南朝宋の天文学者の何承天が編纂した暦法である。
中国では南朝の宋・斉・梁の諸王朝で、元嘉22年（445年）から天監8年（509年）までの65年間用いられた。
何承天は、景初暦の冬至が後漢四分暦の観測値に従っていたため、実際の冬至より3日もずれていることを指摘し、天体観測のやり直しを行っている。また朔日の決定に月の遅速を考慮した定朔法を用いようとしたが反対が多く採用はしなかった。

## 暦法
宋書 志第三「律暦下」に記載がある。
章歳十九　紀法六百八　章月二百三十五　紀月七千五百二十　章閏七　紀日二十二萬二千七十 (中略) 日法七百五十二　没餘三十六　通數二萬二千二百七—元嘉暦、宋書
19年を235朔望月とし、7閏月を置く。これを章法といい、メトン周期として知られる。
1太陽年を222070/608（≒365.2467）日（紀日/紀法）、1朔望月を22207/752（≒29.530585）日（通數/日法）とする。
月の満ち欠けは29.3～29.8日の間で複雑に変化するが、これを平均した約29.53日で固定的に扱う平朔法を用いている。
また地球の公転は楕円軌道であるが、二十四節気を1年の長さを単純に24等分して求める平気法を用いる。
中国暦法では二十四節気の冬至を基準とすることが多いが、元嘉暦では正月中気である雨水を基準としている。

## 日本伝来
日本には朝鮮半島の百済を通じて6世紀頃に伝えられた（『日本書紀』によれば554年）。当初は百済から渡来した暦博士が暦を編纂していたか、百済の暦をそのまま使用していたと考えられる。
推古天皇10年（602年）に百済から学僧の観勒が暦本などを携えて来日し、帰化人系の子弟らにこれらを学習させた。
平安時代の書物『政事要略』には、推古天皇十二年正月朔日に初めて日本人の手によって作られた暦の頒布を行ったとの記述があり、これは元嘉暦によるものであったと考えられる。
持統天皇6年（692年）から（持統天皇4年（690年）からとの説もある）、中国から輸入した新しい暦である儀鳳暦を試用するため元嘉暦との並用を始め、5年後の文武天皇元年（697年）からは元嘉暦を廃して儀鳳暦を正式に採用することとなった。
2003年2月26日、飛鳥時代の宮殿もしくは役所跡とされる奈良県明日香村の石神遺跡から、元嘉暦法に基づく具注暦を記した木簡が発見され、検証の結果、これが持統天皇3年（689年）三月・四月のものであることが分かったと奈良文化財研究所が発表した。元嘉暦による暦の実物は中国にも残されておらず、大変貴重な資料である。
2011年9月21日、福岡市西区の元岡古墳群G6号墳（7世紀中ごろ）で、元嘉暦法による暦日干支推算結果と一致する「大歳庚寅正月六日庚寅（570年1月27日）」と刻まれた象嵌大刀（庚寅銘大刀）が見つかったと福岡市教育委員会が発表した。この銘文が仮に日本で刻まれたものであるとすれば、元嘉暦使用の実例としては日本最古となる。